# ヤン・パネンカ
ヤン・パネンカ (Jan Panenka, 1922年7月8日 - 1999年7月12日)は、チェコのピアニスト。

## 経歴
プラハ生まれ。プラハ音楽院でフランティシェク・マクシアーンに師事。ついでレニングラード音楽院でパーヴェル・セレブリャーコフに学んだ。1944年にプラハでデビューコンサートを行っている。1951年のスメタナ国際コンクールで第1位を獲得、注目を集めた。1972年にはベートーヴェンのピアノ協奏曲の演奏で国家賞を受賞している。
彼の演奏は落ち着いた内省的な性格が強く、多くの人がソリストに求める一種のけれん味が希薄で、派手さに欠けるため、その本領が発揮されるのは室内楽の分野であると見られている。特に1957年以降は、スーク・トリオの一員として幾多の演奏を行っており、スメタナ四重奏団ともしばしば共演している。1980年に指の故障から指揮者に転向するというニュースもあったが、数年後にピアニストとしての活動を再開した。日本へは1959年の初来日以来たびたび訪れており、霧島国際音楽祭では講師を務めた。